# Mathieu Amalric
Mathieu Amalric (Neuilly-sur-Seine, 25 oktober 1965) is een Franse acteur en filmregisseur die vooral wereldwijd faam wierf als schurk in de James Bond-film Quantum of Solace. Hij won in 1997 de César voor meest veelbelovende acteur voor de tragikomedie Comment je me suis disputé... (ma vie sexuelle), in 2005 die voor beste acteur voor de tragikomedie Rois et reine en in 2008 opnieuw die voor beste acteur voor de dramafilm Le Scaphandre et le Papillon.
Amalric is de zoon van journalisten Nicole Zand en Jacques Amalric. Zijn vader is Frans, zijn moeder is Pools-Joods.

## Filmografie

### Als acteur
- 1984: Les favoris de la lune van Otar Iosseliani
- 1992: La sentinelle van Arnaud Desplechin
- 1996: Le journal du séducteur van Danièle Dubroux
- 1996: Comment je me suis disputé...(ma vie sexuelle) van Arnaud Desplechin
- 1996: Généalogies d'un crime van Raúl Ruiz
- 1998: Fin août, début septembre van Olivier Assayas
- 1998: Dieu seul me voit (Versailles-Chantiers) van Bruno Podalydès
- 1998: Alice et Martin van André Téchiné
- 1999: Adieu, plancher des vaches ! van Otar Iosseliani
- 2000: La fausse suivante van Benoît Jacquot (naar het gelijknamig toneelstuk van Marivaux)
- 2000: La brèche de Roland van Arnaud en Jean-Marie Larrieu
- 2000: L'affaire Marcorelle
- 2001: Amour d'enfance
- 2002: C'est le bouquet!
- 2003: Un homme, un vrai
- 2004: Rois et reine van Arnaud Desplechin
- 2005: J'ai vu tuer Ben Barka
- 2005: La moustache
- 2005: Munich van Steven Spielberg
- 2006: Marie Antoinette van Sofia Coppola
- 2006: Quand j'étais chanteur
- 2006: Le grand appartement
- 2007: Michou d'Auber
- 2007: La question humaine
- 2007: Actrices van Valeria Bruni Tedeschi
- 2007: Le Scaphandre et le Papillon (The Diving Bell and the Butterfly) van Julian Schnabel (naar het gelijknamige werk van Jean-Dominique Bauby)
- 2007: Un secret van Claude Miller (naar de gelijknamige roman van Philippe Grimbert)
- 2008: Un conte de Noël van Arnaud Desplechin
- 2008: De la guerre
- 2008: L'ennemi public n°1 van Jean-François Richet (naar het verhaal L'Instinct de mort van Jacques Mesrine)
- 2008: Quantum of Solace van Marc Forster
- 2009: Les herbes folles van Alain Resnais
- 2009: Visage
- 2009: Bancs publics (Versailles rive droite) van Bruno Podalydès
- 2009: Les derniers jours du monde van Arnaud en Jean-Marie Larrieu
- 2010: Les aventures extraordinaires d'Adèle Blanc-Sec van Luc Besson (naar het gelijknamig stripverhaal van Jean Tardi)
- 2010: Tournée van Mathieu Amalric
- 2011: Poulet aux prunes van Marjane Satrapi en Vincent Paronnaud
- 2011: Jeanne captive van Philippe Ramos
- 2012: Cosmopolis van David Cronenberg (naar de gelijknamige roman van Don DeLillo)
- 2012: Camille redouble van Noémie Lvovsky
- 2012: Vous n'avez encore rien vu van Alain Resnais (naar Eurydice en Cher Antoine ou l'Amour raté van Jean Anouilh)
- 2012: Les Lignes de Wellington van Raúl Ruiz en Valeria Sarmiento
- 2012: Les Gouffres van Antoine Barraud
- 2013: Jimmy P. (Psychothérapie d'un Indien des plaines) van Arnaud Desplechin (naar Psychothérapie d'un indien des plaines van Georges Devereux)
- 2013: La Dune van Yossi Aviram
- 2013: Spiritismes
- 2013: L'amour est un crime parfait van Arnaud en Jean-Marie Larrieu
- 2013: La Vénus à la fourrure van Roman Polański
- 2014: The Grand Budapest Hotel van Wes Anderson
- 2014: Arrête ou je continue van Sophie Fillières
- 2014: La Chambre bleue van Mathieu Amalric (naar de roman De blauwe kamer van Georges Simenon)
- 2015: Trois souvenirs de ma jeunesse van Arnaud Desplechin
- 2015: Belles Familles van Jean-Paul Rappeneau
- 2015: La Vie très privée de Monsieur Sim van Michel Leclerc
- 2015: Spectrographies van Smith
- 2016: Le Fils de Joseph van Eugène Green
- 2016: Seances van Guy Maddin
- 2016: Le Cancre van Paul Vecchiali
- 2016: La Loi de la Jungle van Antonin Peretjatko
- 2016: À jamais van Benoît Jacquot
- 2016: Le Secret de la chambre noire van Kiyoshi Kurosawa
- 2017: Belle Dormant van Adolfo Arrieta
- 2017: Les Fantômes d'Ismaël van Arnaud Desplechin
- 2018: Le Grand Bain van Gilles Lellouche
- 2018: At Eternity's Gate van Julian Schnabel
- 2019: J'accuse van Roman Polanski
- 2019: Sound of Metal van Darius Marder
- 2021: The French Dispatch van Wes Anderson
- 2023: Il sol dell'avvenire van Nanni Moretti
- 2025: The Phoenician Scheme van Wes Anderson
- 2025: Vie privée van Rebecca Zlotowski

### Als regisseur
- 1997: Mange ta soupe
- 2001: Le stade de Wimbledon
- 2010: Tournée
- 2010: L'Illusion comique (televisiefilm, naar L'Illusion comique van Pierre Corneille)
- 2014: La Chambre bleue
- 2018: C'est presque au bout du monde

- Biblioteca Nacional de España: XX4764413
- Bibliothèque nationale de France: cb140255163 (data)
- Catàleg d'autoritats de noms i títols de Catalunya: 981058609335306706
- Gemeinsame Normdatei: 136785190
- International Standard Name Identifier: 0000 0001 2142 2980
- Library of Congress Control Number: nr00012104
- Nationale Bibliotheek van Letland: 000307223
- MusicBrainz: 0afd423e-b489-4508-b7c7-9c5f30a8c671
- Nationale Bibliotheek van Tsjechië: xx0093534
- Nationale Bibliotheek van Israël: 987007422409005171
- Nationale Bibliotheek van Polen: a0000002960447
- Nederlandse Thesaurus van Auteursnamen: 171031032
- Système universitaire de documentation: 059513497
- Virtual International Authority File: 85926050
- WorldCat: E39PBJjCX96k8XWXThp6r3PYT3